# Ari Up

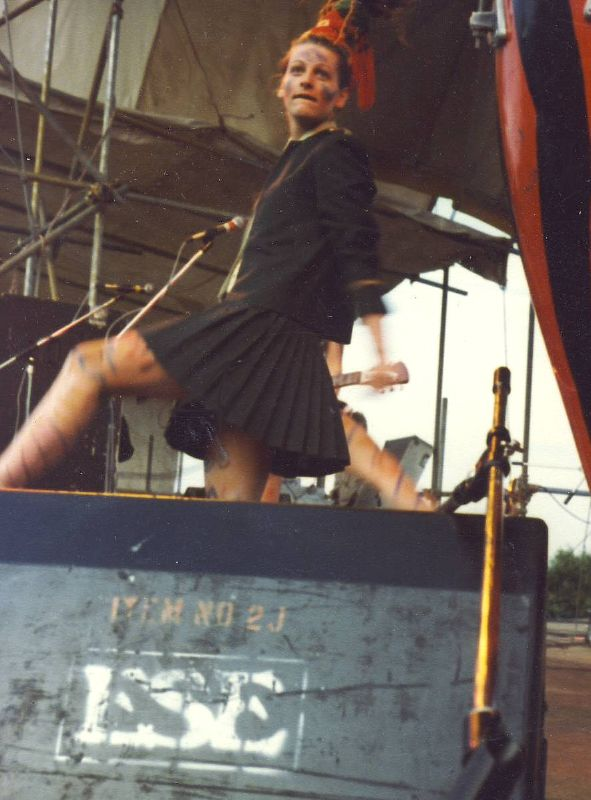
Ari Up en de The Slits bij een optreden in 1981.

Ariane Daniela Forster, beter bekend onder haar artiestennaam Ari Up (München, 17 januari 1962 - Los Angeles, 20 oktober 2010), was de zangeres van de Britse punkgroep The Slits. Ze was van Duits-Engelse afkomst.

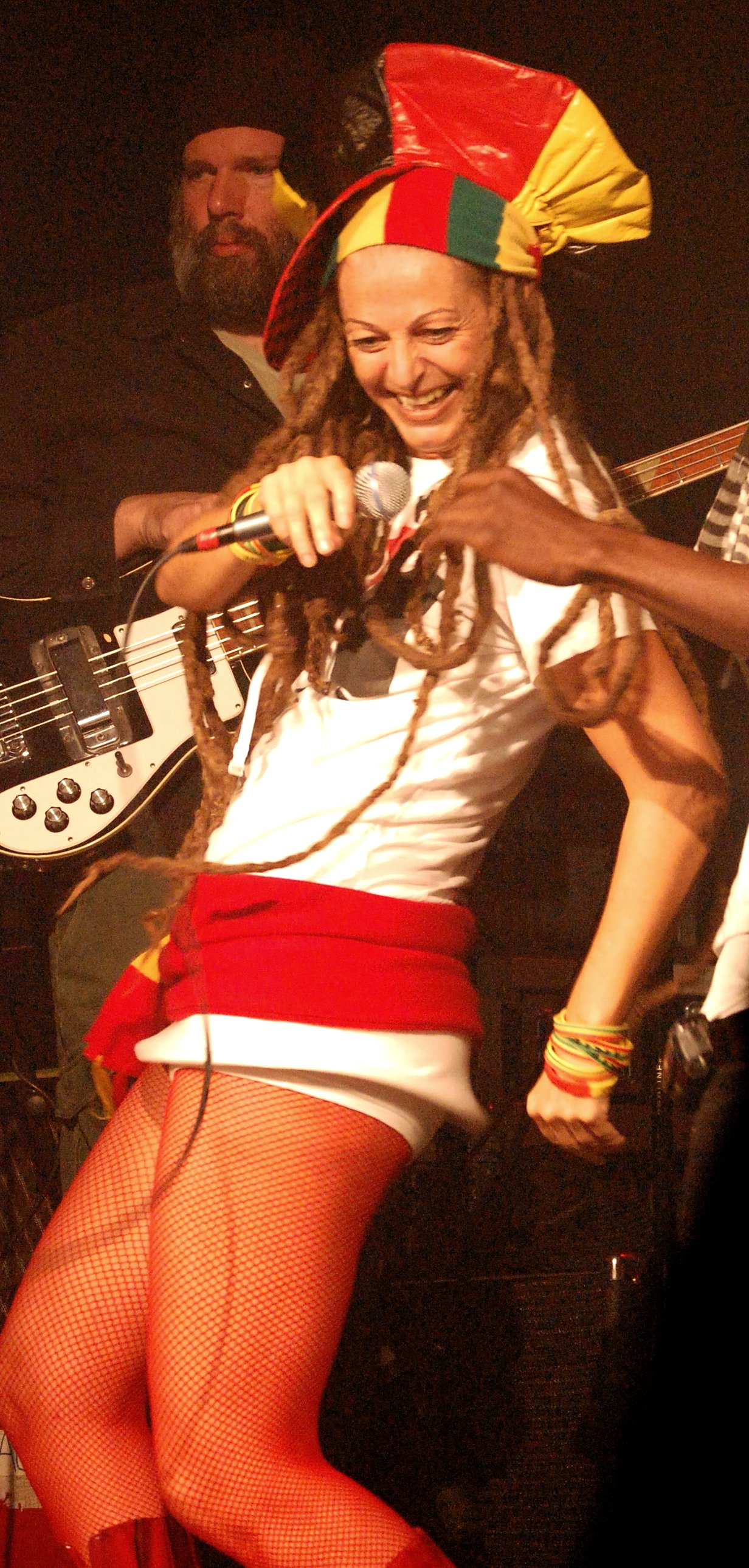
Ari Up in 2008

Ze was de kleindochter van de uitgever van de Berlijnse krant Der Tagesspiegel. Haar moeder, Nora Forster, was in de jaren 60 bevriend met muzikanten als Jimi Hendrix en Chris Spedding. Later trouwde Nora Forster met Sex Pistols-frontman Johnny Rotten. Doordat haar moeder veel punkmuzikanten onderdak verschafte, kwam Ariane Forster in contact met punkmuziek. Ze kreeg onder andere gitaarlessen van Joe Strummer, de zanger van The Clash.
Op 14-jarige leeftijd richtte Forster The Slits op. Een paar jaar later stond deze groep in het voorprogramma van The Clash. The Slits brachten een mix van punk, reggae en dub. Ari Up was het boegbeeld van de groep en viel op door haar haardracht en opvallende outfits. Ze speelde ook in punkfilms als Rude Boy en Punk Rock Music.
In 1981 stopten The Slits en verhuisde Ari Up met haar man en twee kinderen naar Indonesië, waar ze tussen de inheemse stammen woonden. Daarna volgden er omzwervingen naar Belize, Jamaica en uiteindelijk Los Angeles. Ze maakte muziek met Amerikaanse en Britse groepen als The New Age Steppers en trad solo op onder verschillende namen: Baby Ari, Madussa en haar bekendste alter ego, Ari Up. In 2005 bracht ze haar eerste soloplaat Dread More Than Dead uit.
Ariane Forster overleed op 20 oktober 2010 in Los Angeles aan de gevolgen van kanker. Het nieuws werd naar buiten gebracht via de website van haar stiefvader, Johnny Rotten.